# ونسوش
وُنسوش (لهستانی: Herrnstadt؛ ‏ [ˈvɔ̃sɔʂ]) شهرکی در شهرستان گورا در استان سیلزی سفلی در کشور لهستان است. این شهر کوچک در ۵۳ کیلومتری شمال غربی وروتسواف واقع شده‌است و در سال ۲۰۱۹ میلادی، ۲٬۶۶۲ نفر جمعیت داشت.
سابقهٔ این شهر به قرون وسطی و دوران حکومت دودمان پیاست در پادشاهی لهستان بازمی‌گردد. این شهر مدتی جزء قلمروی پادشاهی بوهم و پادشاهی پروس و رایش آلمان بود. در جریان جنگ جهانی دوم، نیروهای آلمان نازی یک اردوگاه نگهداری کودکان زیر ۵ سال لهستانی در این شهر دایر کردند که از نظرشان ناشایست برای زندگی بودند و مادرانشان برای کار اجباری به اردوگاه‌هایی در سیلسیای سفلی فرستاده شده بودند. حدود ۴۵۸ کودک به این اردوگاه منتقل شدند و به سبب شرایط بسیار بد بهداشتی، بسیاری از آنها درگذشتند که اجسادشان را با فرغون به یک گورستان محلی منتقل می‌کردند. تا زمان آزادسازی این اردوگاه، تنها ۳۹ کودک از آن جان سالم به در بردند.